# Doctor Jones
Doctor Jones var den dansk-norska popgruppen Aquas fjärde singelskiva och deras andra singeletta i Storbritannien. Den var uppföljare till "Barbie Girl" och en poporienterad hit över hela Jorden och gjorde slut på talet om att Aqua skulle vara en one-hit wonder.
"Doctor Jones" släpptes över hela världen inom några månader, med första lansering i oktober 1997. De flesta lanseringarna gjordes i november 1997 då den nådde listorna i Japan, Skandinavien och fastlandet i Europa den månaden. I december 1997 släpptes den i Australien där den placerade sig framgångsrikt på listorna, och nådde sina framgångar i Storbritannien i februari 1998.
Videon till "Doctor Jones" talar för att den inspirerad av filmkaraktären Indiana Jones, där René Dif spelar Jones som räddar övriga gruppmedlemmar från stereotyp voodoo.
I Japan släpptes "Doctor Jones" tillsammans med "Lollipop (Candyman)".

## Låtlista

### Australien
1. Doctor Jones (Radio Edit) [03:22]
2. Doctor Jones (Extended Version) [05:10]
3. Barbie Girl (Extended Version) [05:14]
4. My Oh My (Club Version) [07:00]
5. Barbie Girl (Dirty Rotten Scoundrel 12" Mix) [08:37]

### Storbritannien

#### CD 1
1. Doctor Jones (Radio Edit) [03:22]
2. Doctor Jones (Extended Mix) [05:13]
3. Doctor Jones (Adrenalin Club Mix) [06:21]
4. Doctor Jones (Molella and Phil Jay Mix) [05:19]
5. Doctor Jones (Antiloop Club Mix) [10:00]
6. Doctor Jones (D-Bop Prescription Mix) [08:02]

#### CD 2
1. Doctor Jones (Radio Edit) [03:22]
2. Doctor Jones (Metro 7's Edit) [03:36]
3. Doctor Jones (Metro's X-Ray Dub) [06:22]
4. Doctor Jones (Metro's Full CD-Rom Video)

#### Kassett
1. Doctor Jones (Radio Edit) [03:22]
2. Doctor Jones (Extended Mix) [05:15]

#### VHS Video Promo
1. Doctor Jones (Video) [03:23]

### Skandinavien

#### CD-singel
1. Doctor Jones (Radio Edit) [03:22]
2. Doctor Jones (Extended Mix) [05:13]
3. Doctor Jones (Adrenalin Club Mix) [06:21]
4. Doctor Jones (Molella and Phil Jay Mix) [05:19]
5. Doctor Jones (MPJ Speed Dub) [10:00]
6. Doctor Jones (Antiloop Club Mix) [10:00]
7. Doctor Jones (D-Bop Prescription Mix) [08:02]

#### Vinylskiva
Sida A
1. Doctor Jones (Original Extended Mix)

Sida B
1. Doctor Jones (E-Motion Lost Ark Mix)

### Japan
1. Lollipop (Candyman) [03:37]
2. Lollipop (Candyman) (Original Extended Mix) [05:26]
3. Doctor Jones (Radio Edit) [03:23]
4. Doctor Jones (Extended Version) [05:10]

### Vinylskiva (Europa)
Sida A
1. Doctor Jones (Antiloop Club Mix) [10:00]

Sida B
1. Doctor Jones (Adrenalin Club Mix) [06:21]
2. Doctor Jones (Metro's X-Ray Dub) [06:22]

## Listplaceringar
- Argentina: 2
- Australien: 1 (7 veckor) (Veckor på listan: 15)
- Österrike: 8 (Veckor på listan: 13)
- Belgien: 3 (Veckor på listan: 15)
- Danmark: 5 (Veckor på listan: 6)
- Euro Hot 100: 3
- Finland: 6 (Veckor på listan: 7)
- Tyskland: 7
- Israel: 1
- Mexiko: 25
- Nederländerna: 3 (Veckor på listan: 20)
- Nya Zeeland: 2 (Veckor på listan: 13)
- Peru: 1
- Spanien: 6 (3 veckor) (Veckor på listan: 5)
- Sverige: 2 (Veckor på listan: 17)
- Schhweiz: 11 (Veckor på listan: 15)
- Storbritannien: 1 (2 veckor) (Veckor på listan: 24)

Spain: 6

## Släpphistorik
| Land       | Släpptdatum  |
| ---------- | ------------ |
| Australien | Oktober 1997 |
| Europa     | Oktober 1997 |
| Japan      | Oktober 1997 |
| USA        | 1998         |